# Rue du Roi-de-Sicile
La rue du Roi-de-Sicile est une voie ancienne située dans le quartier Saint-Gervais du 4e arrondissement de Paris, en France. C'est une voie importante du Marais.

## Situation et accès
La rue du Roi-de-Sicile, d'une longueur de 412 mètres, est située dans le 4e arrondissement, quartier Saint-Gervais, et commence au 1, rue Malher et finit au 4, rue du Bourg-Tibourg.
Outre ces voies, la rue du Roi-de-Sicile est rejointe ou traversée par plusieurs rues plus ou moins perpendiculaires ; d'est en ouest :
- nos 5-7 et 8-10 : rue Pavée ;
- nos 11 bis-13 : rue Pierre-Seel ;
- nos 20-22 : rue Ferdinand-Duval ;
- nos 19-21 : passage Walter-Benjamin (Paris) ;
- nos 30-32 : rue des Écouffes ;
- nos 27-29 : rue Cloche-Perce ;
- nos 33-35 et 54-56 : rue Vieille-du-Temple.

À l'ouest, elle est prolongée au-delà de la rue du Bourg-Tibourg par la rue de la Verrerie.
La rue du Roi-de-Sicile est desservie par la ligne 1 aux stations Hôtel de Ville et Saint-Paul et Pont Marie de la ligne 7.

## Origine du nom

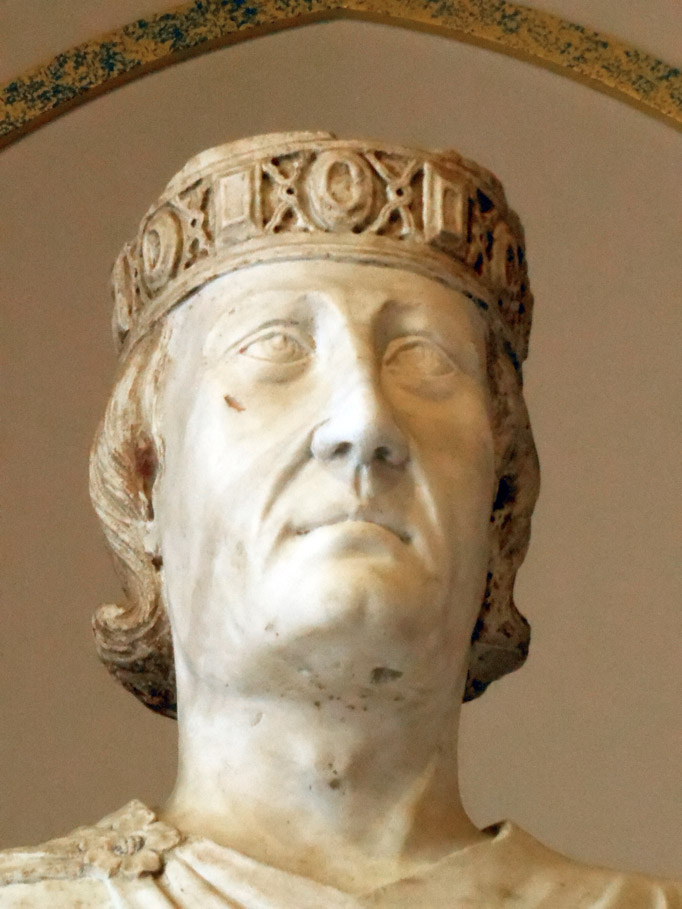
Portrait de Charles Ier d’Anjou.
Armes de Charles Ier d’Anjou.

Son nom fait référence à l'hôtel de Charles Ier, comte d'Anjou et comte de Provence, frère de Saint Louis et désigné roi de Naples et de Sicile en 1266 qui y fit construire au 2-4 de la rue et du 14 au 22 de la rue Pavée un hôtel adossé au mur de l'enceinte de Philippe-Auguste. Cet hôtel vendu et reconstruit à de multiples reprises au cours des siècles suivants devint l'hôtel de la Force disparu et l'hôtel de Chavigny, actuelle caserne de pompiers dont l'entrée est au 7, rue de Sévigné.

## Historique
La rue faisait partie au XVIIe siècle d'un chemin est-ouest parallèle à la Seine embranché sur la rue Saint-Antoine et prolongé par les anciennes rues de Bercy-Saint-Jean et de la Croix-Blanche et par la rue de la Verrerie.  L'enceinte de Philippe-Auguste construite vers 1200 coupe son débouché direct sur la rue Saint-Antoine ce qui entraîne la création de la rue des Ballets, actuelle rue Mahler, longeant l'intérieur de la fortification.
La rue est déjà habitée en 1261, mais on ignore le nom qu'elle portait à cette époque. Sous le nom de « rue au Roy-de-Sezille », elle est citée dans Le Dit des rues de Paris, rédigé entre 1280 et 1300 par Guillot de Paris. Les rôles des tailles de 1292 et 1313 indiquent que la « rue Anquetin-le-Fauchéeur » désigne la partie comprise entre les rues Vieille-du-Temple et du Bourg-Tibourg. 
Elle est citée sous le nom de « rue du Roy-de-Scicile », dans un manuscrit de 1636 conservé à la BnF.
Au XVIIe siècle l'Académie française tient ses premières réunions chez Jean Desmarets de Saint-Sorlin, « à l'hôtel Pellevé, rue du Roi-de-Sicile, au coin de la rue Tison ». C'est là que les statuts de l'Académie sont écrits, ainsi que les premières mesures pour sa fondation.
Au XVIIIe siècle la rue, comme d'autres dans le quartier, est assez mal famée, souvent citée dans les procès-verbaux d'affaires criminelles.
Elle est rebaptisée « rue des Droits-de-l'Homme » durant la période révolutionnaire, entre 1792 et 1806, du nom de la section révolutionnaire qui y officiait.
Une décision ministérielle du 23 prairial an VII (11 juin 1799) signée François de Neufchâteau fixe la moindre largeur de cette voie publique à 8 mètres. Cette largeur est portée à 12 mètres, en vertu d'une ordonnance royale du 15 octobre 1830. Au XIXe siècle, la rue du Roi-de-Sicile, d'une longueur de 329 mètres, qui était située dans l'ancien 7e arrondissement, quartier du Marché-Saint-Jean, commençait aux 3 et 8, rue des Ballets et finissait aux 16-20, rue Vieille-du-Temple.
Les numéros de la rue étaient rouges. Le dernier numéro impair était le no 43 et le dernier numéro pair était le no 58.
Décidée dès 1837, la rue du Roi-de-Sicile, qui était comprise entre la rue des Ballets et la rue Vieille-du-Temple, fusionne en 1868 avec la rue de Bercy-Saint-Jean et la rue de la Croix-Blanche sous le nom de « rue du Roi-de-Sicile ».
Au XIXe siècle, la rue est réputée pour la présence de nombreux facteurs de casquettes.

## Bâtiments remarquables et lieux de mémoire
- À l'angle de la rue Vieille-du-Temple se trouve l'hôtel de Vibraye, datant du XVIIIe siècle. Son rez-de-chaussée est occupé par une boucherie chevaline, dont la devanture (toujours conservée) en mosaïque rouge possède un panneau représentant un cheval ; il est désormais occupé par un magasin de prêt-à-porter[10].
- Au coin de la rue Malher se tenait la prison de la Force, immense bâtiment aujourd'hui détruit qui fut construit à partir de 1533 sur les ruines d'un ancien palais. En 1780, Louis XVI racheta l'hôtel particulier et le transforma en maison de détention divisée en deux prisons : la Grande-Force pour les hommes et la Petite-Force destinée aux femmes. Le 14 juillet 1789, jour de la prise de la Bastille, la foule parisienne libéra les seuls prisonniers pour dettes[11]. Lors de la Terreur, la prison fut le lieu de nombreuses exactions et exécutions. Vétuste et insalubre, elle est démolie en 1845 (il n’en reste qu’un pan de mur rue Malher).

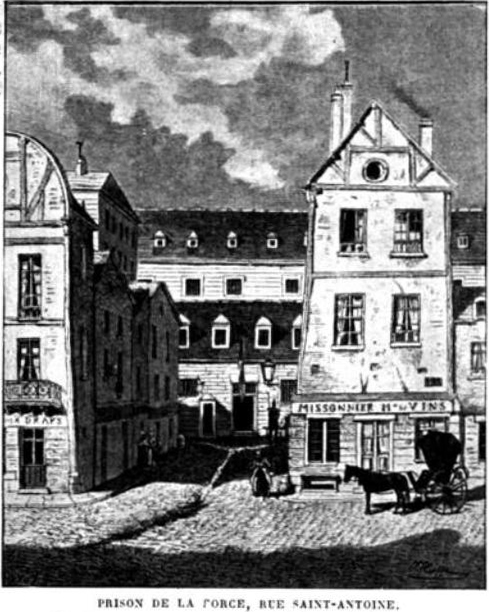
Vue depuis la rue Saint-Antoine, la prison de la Force entre deux bâtiments de ville.
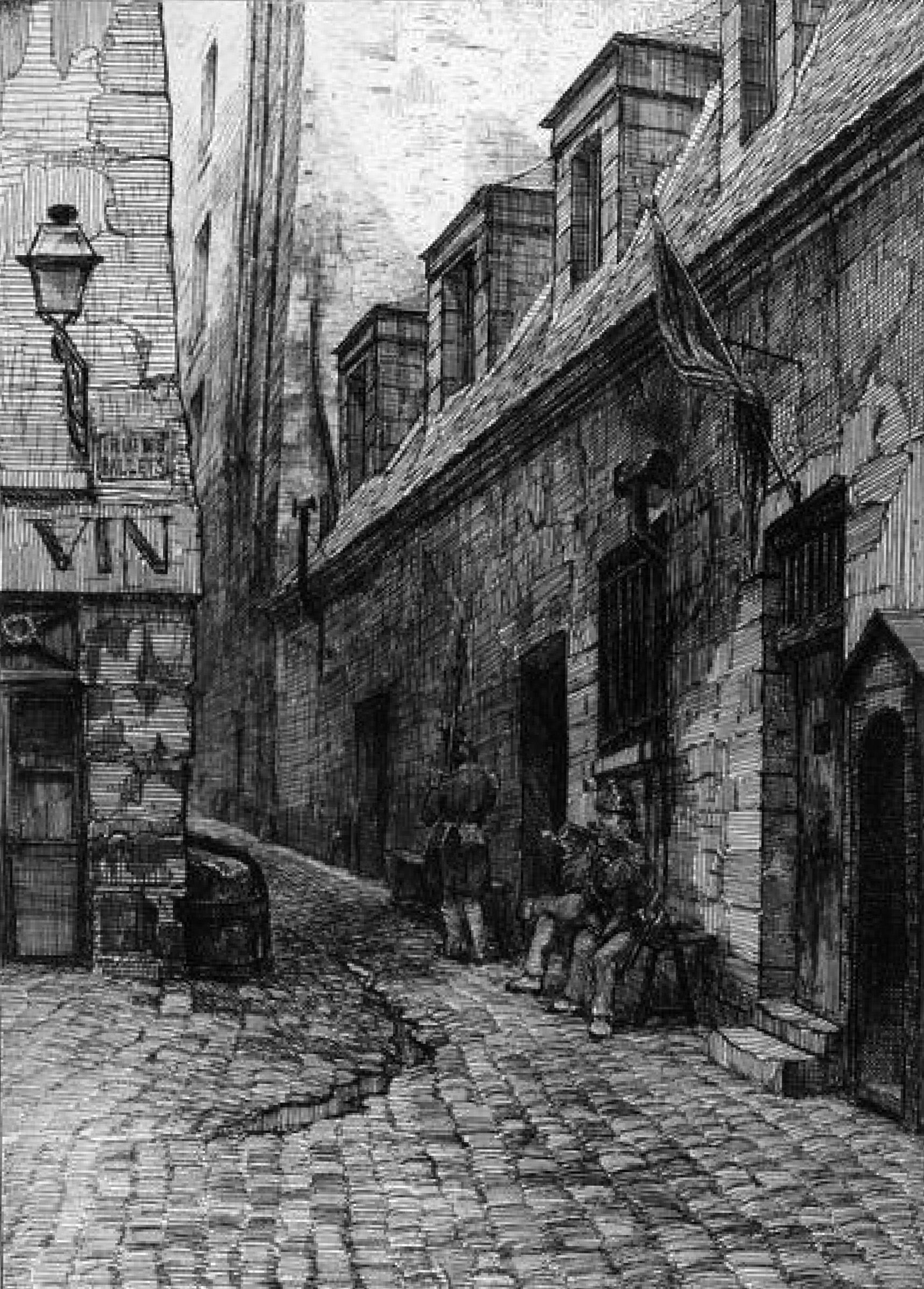
Entrée de la prison de la Force en 1827.
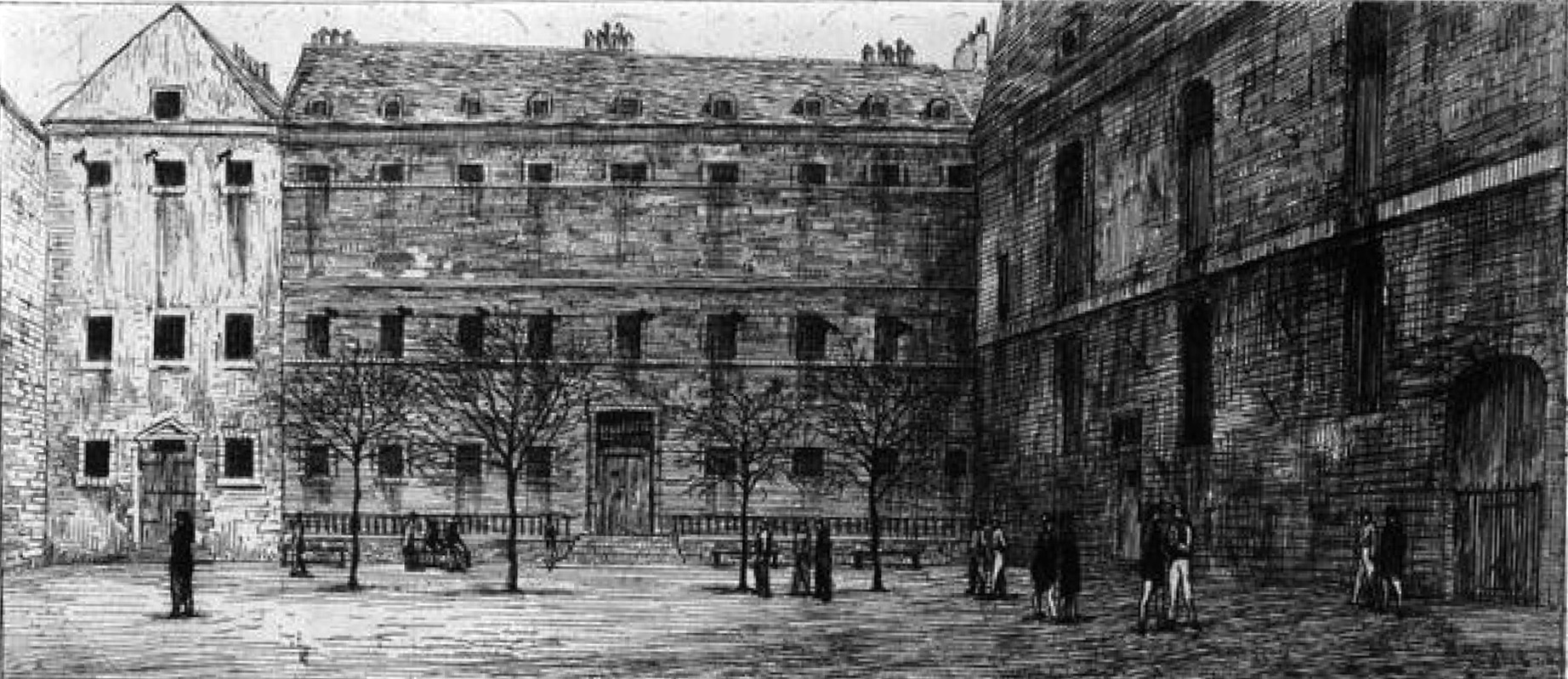
Cour intérieure de la prison de la Force en 1827.
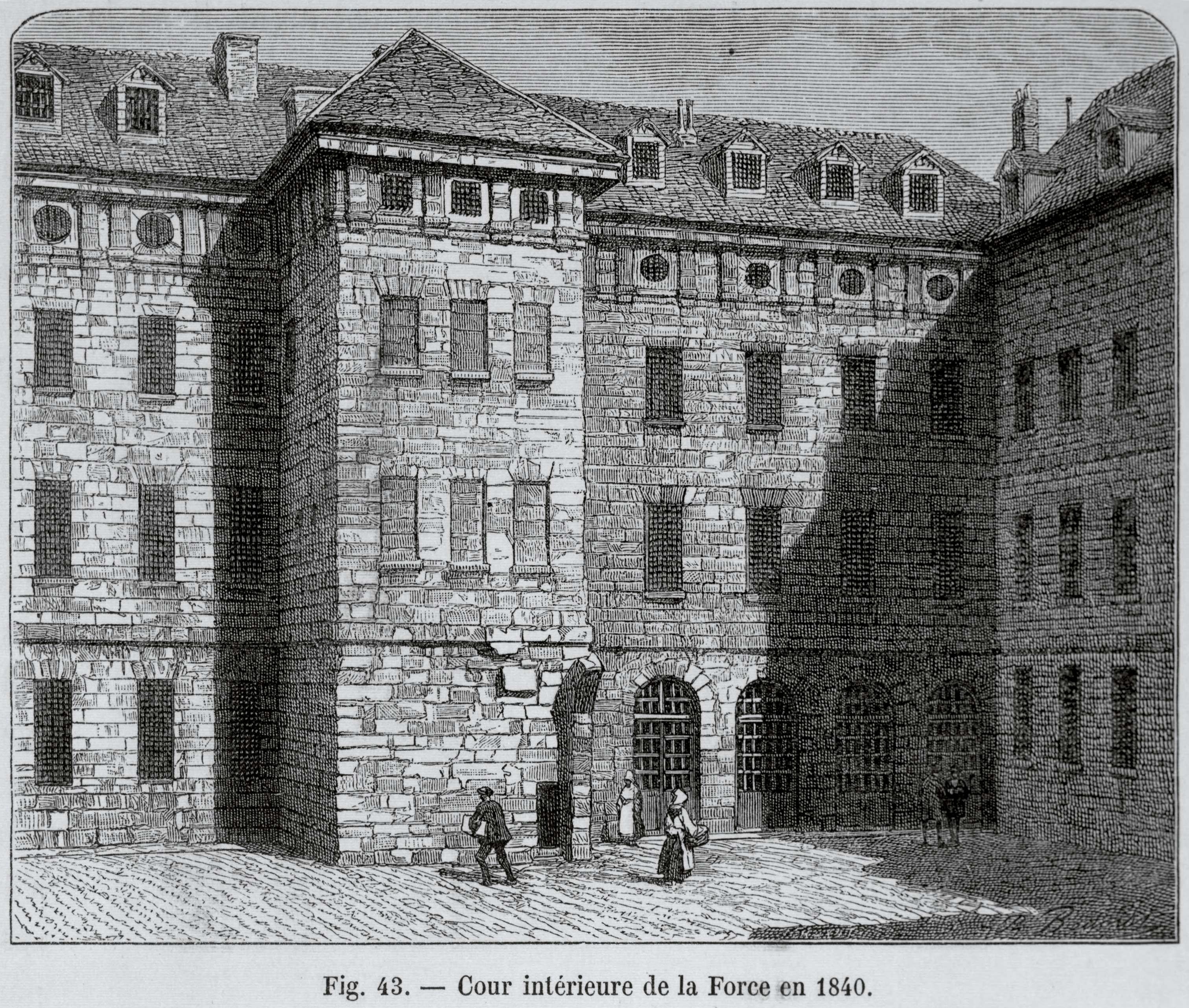
Cour intérieure de la prison de la Force en 1840.

- Au no 2, faisant le coin avec la rue Malher, se tenait la Maison Bouillet, restaurant, en 1913.
- Au no 8, faisant le coin avec la rue Pavée, se tenait le Cabaret du Gros-Pavé, suffisamment célèbre pour avoir été photographié par Eugène Atget en 1910.
- Au no 20, de 1373 à 1485, était la porcherie du Petit Saint-Antoine[12].
- Les nos 39 à 45 ont été construits à l'emplacement de l'ancien Petit Saint-Antoine
- Au no 24, l'architecte Georges Debrie est l'auteur de l'immeuble de quatre étages augmenté d'un étage terminal d'appartements mansardés dans le style haussmannien (1898), avec balcons ouvragés. Il est primé au concours de façades de la Ville de Paris[13].

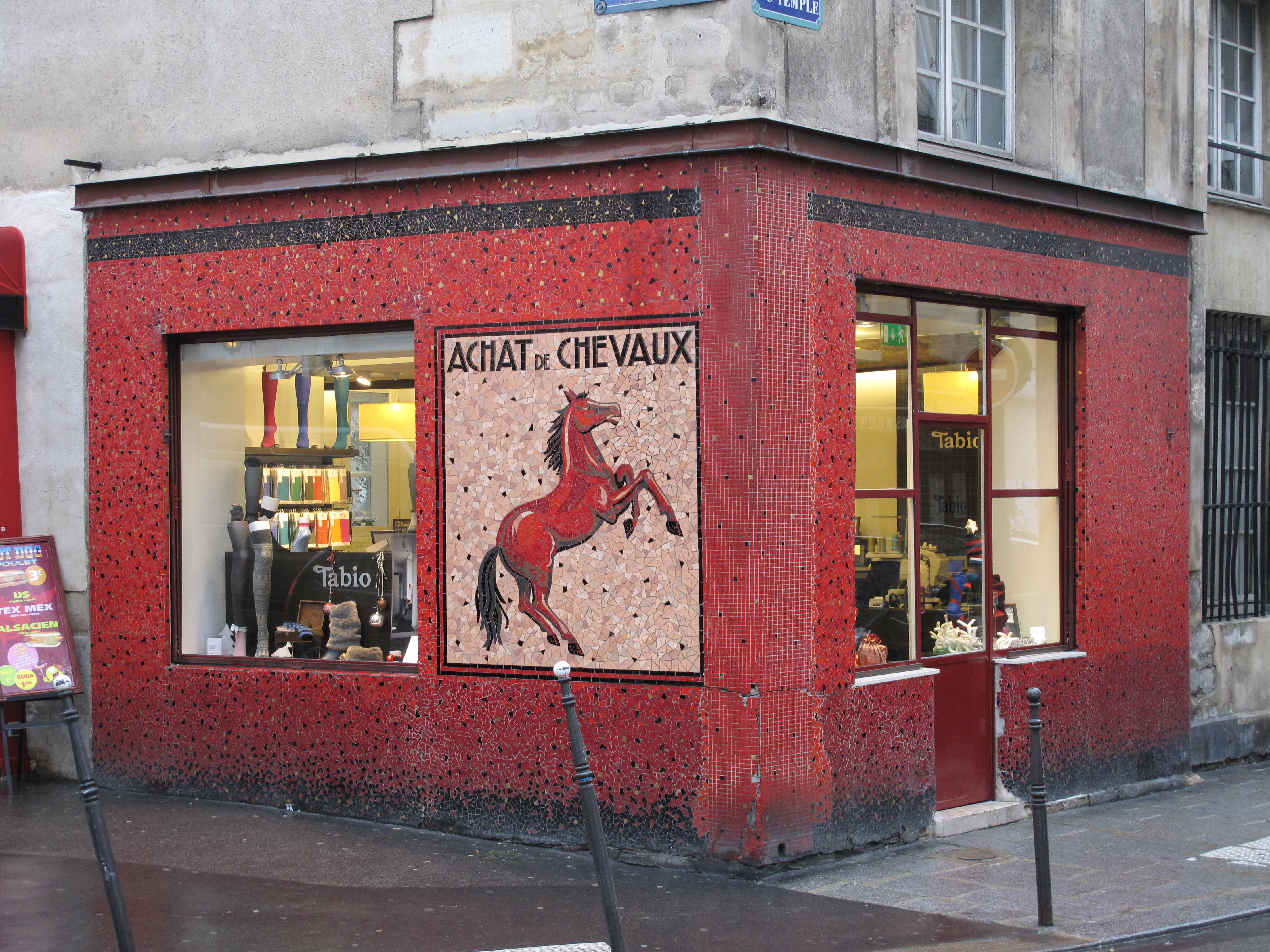
Ancienne boucherie chevaline.
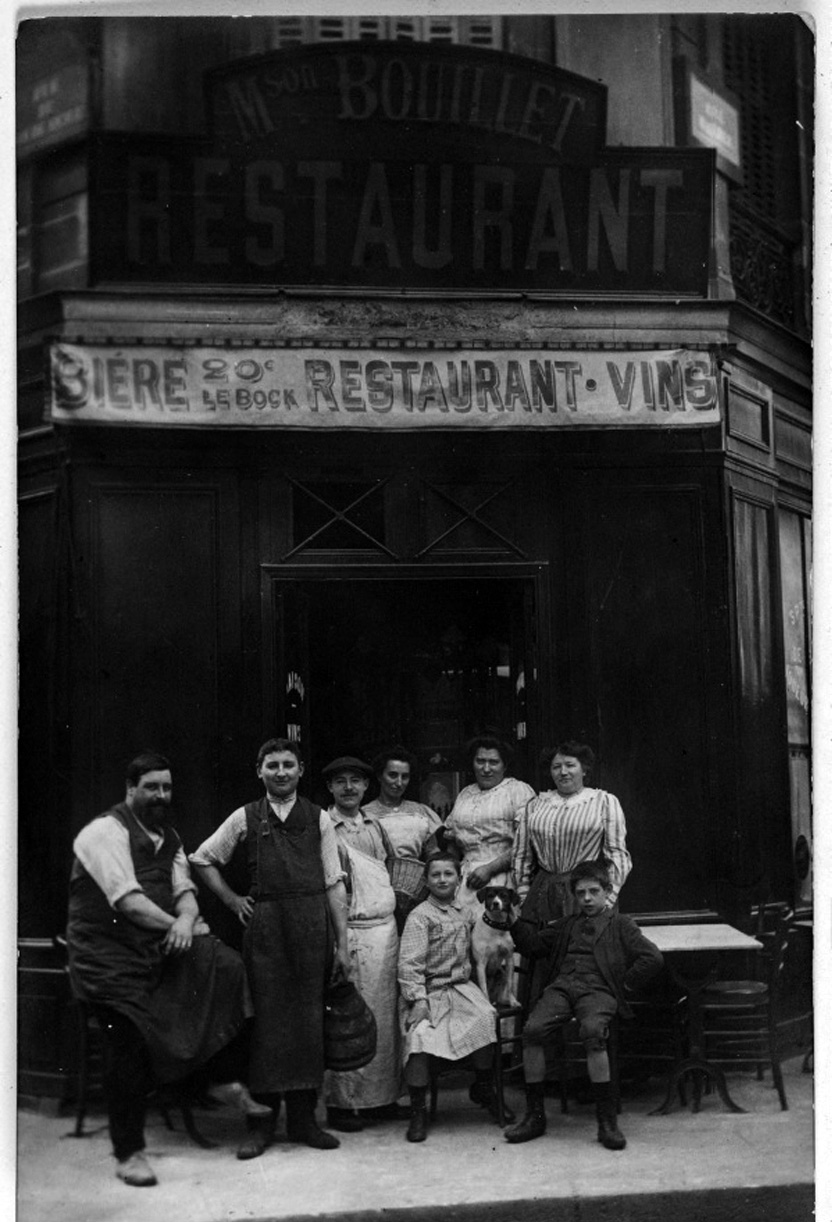
Maison Bouillet, restaurant en 1913.
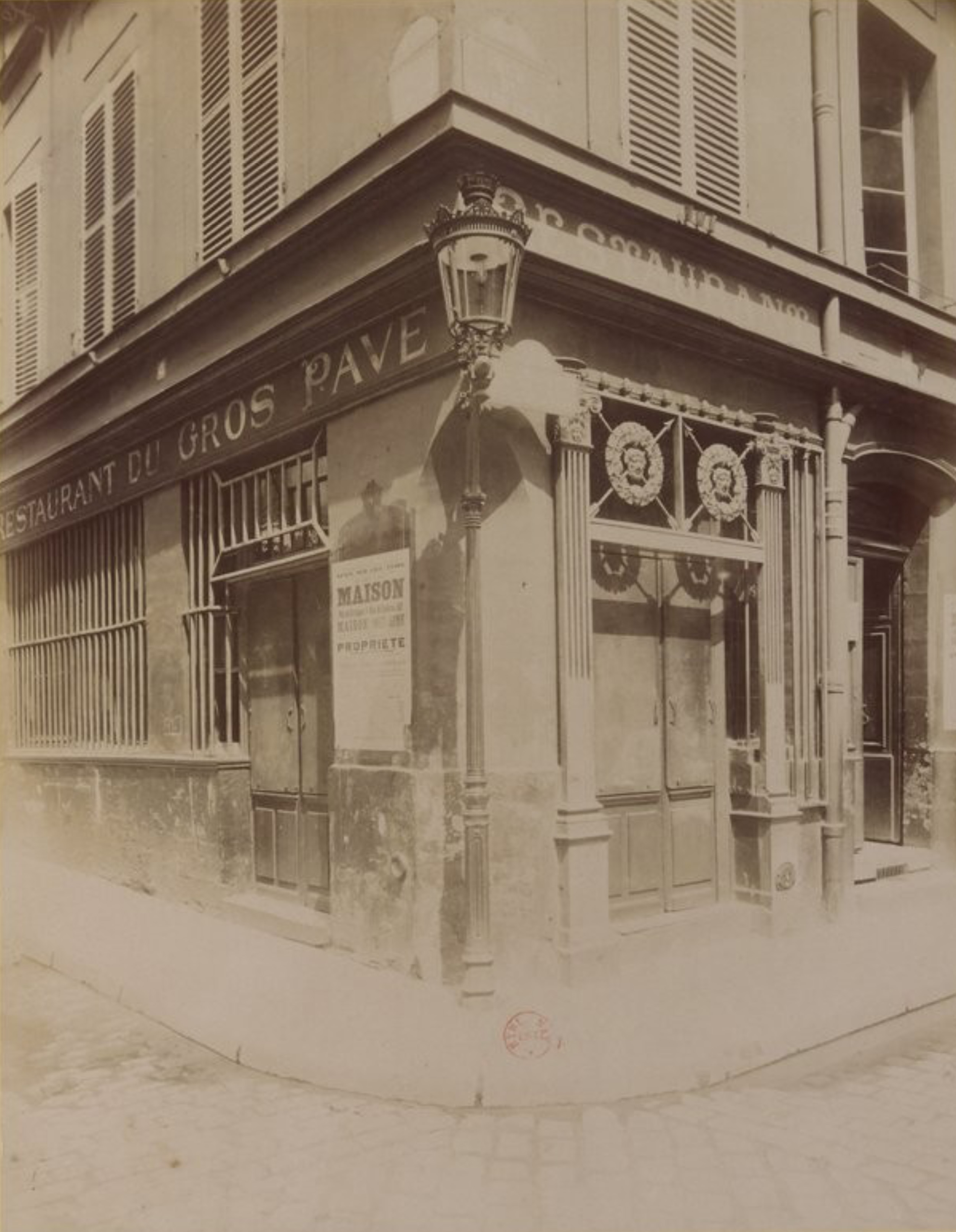
Le Cabaret du Gros-Pavé en 1910, par Eugène Atget.

- Le peintre et poète breton Albert Clouard (1866-1952) a habité dans un immeuble de cette rue l'année de son arrivée à Paris en 1888[14].

### Littérature
Le titre du roman, Les Gamins du Roi-de-Sicile, de René Masson, paru en 1950, fait référence à cette voie.